# Runnington
Runnington är en by i civil parish Langford Budville, i enhetskommunen Somerset, i grevskapet Somerset, i England. Byn är belägen 11 km från Taunton. Runnington var en civil parish fram till 1933 när blev den en del av Langford Budville. Civil parish hade 52 invånare år 1931. Byn nämndes i Domedagsboken (Domesday Book) år 1086, och kallades då Runetone/Runetona.